# Radiografia interproximal
As radiografias interproximal (também chamadas de bite-wing) incluem a coroa dos dentes superiores e inferiores e a crista alveolar num mesmo filme. Os filmes bite-wing são particularmente valiosos para detectar cáries interproximais em estágios iniciais de desenvolvimento antes de elas se tornarem clinicamente visíveis.
Devido ao ângulo horizontal do feixe de raios X, estas radiografias também podem revelar cáries secundárias sob restaurações que podem escapar à identificação nas projeções periapicais. As projeções bite-wing também são úteis para avaliar a condição periodontal. Elas estabelecem uma boa perspectiva da crista óssea alveolar, e alterações na altura óssea podem ser obtidas precisamente através de comparações com os dentes adjacentes. Além do mais, devido ao ângulo de projeção ir diretamente através dos espaços interproximais, o filme  bite-wing é especialmente eficaz e útil para detectar cálculo nas áreas interproximais. (Devido à sua relativa baixa densidade, o cálculo é mais bem visibilizado nas radiografias feitas com uma exposição reduzida.) O longo eixo dos filmes bite-wing normalmente é orientado no sentido horizontal, mas pode ser orientado no sentido vertical.

## Filmesbite-wingshorizontais
Para obter as características desejáveis do exame bite-wing descrito anteriormente, o feixe é cuidadosamente alinhado entre os dentes e paralelo ao plano oclusal.
Conforme o filme ou o posicionador é colocado na boca, a porção do quadrante mandibular que está sendo radiografada está na projeção. A posição dos dentes neste segmento do quadrante mandibular é avaliada, e o feixe é direcionado através dos pontos de contato. Podem existir algumas diferenças na curvatura dos arcos mandibulares e maxilares. Entretanto, quando o feixe de raios X é precisamente direcionado através dos pontos de contato dos pré-molares inferiores, uma sobreposição mínima ou ausente irá ocorrer nos pré-molares superiores. Alguns graus de tolerância são permitidos na angulação horizontal antes que a sobreposição se torne crítica. O ponto de contato entre os primeiros e segundos molares superiores com freqüência é angulado alguns graus mais anteriormente que os dos primeiros e segundo molares inferiores. O cilindro localizador é posicionado a cerca de +10 graus para projetar o feixe paralelo ao plano oclusal (junção amelodentinária [JAD]). Isto minimiza a sobreposição das cúspides do lado oposto na superfície oclusal e, desta maneira, melhora a probabilidade de detectar lesões cariosas recentes na JAD.
O dispositivo XCP para bite-wing tem um anel-guia externo para posicionar o cabeçote. Isto reduz a possibilidade de cone cut no filme. Para posicionar o dispositivo XCP adequadamente, a barra-guia é colocada paralela à direção do feixe que acessa a área de contato da dentição a ser examinada.
Um filme montado com uma aba ou asa de mordida pode ser usado em vez do posicionador.
O filme é colocado em uma posição lingual confortável para os dentes serem examinados. O cilindro é orientado em uma direção predeterminada onde o feixe de raio central passa através dos espaços interproximais. Para
ajudar a prevenir o cone cut, o raio central é posicionado em direção ao centro da asa de mordida das radiografias bite-wings, o qual protrui o lado vestibular. O feixe é angulado +7 a +10 graus verticalmente para evitar a
sobreposição das cúspides nas superfícies oclusais. Duas projeções bite-wings posteriores, uma para pré-
molar e outra para molar, são recomendadas para cada quadrante. Entretanto, para crianças com 12 anos ou
menos, um filme bite-wings (filme no 2) normalmente é suficiente. A projeção para pré-molares deve incluir a
metade distal dos caninos e coroa dos pré-molares. Devido aos caninos inferiores serem mais mesiais do que
os superiores, o canino inferior é usado como guia para o posicionamento do filme bite-wing para pré-molares.
O filme bite-wing para molares é colocado 1 a 2 mm além do molar mais distalmente erupcionado (superior
ou inferior).

## Filmesbite-wingsverticais
Os filmes bite-wings verticais normalmente são usados quando o paciente tem uma perda óssea alveolar moderada a grave. Orientar o comprimento do filme verticalmente aumenta a probabilidade de que a crista óssea alveolar residual na maxila e na mandíbula seja registrada na radiografia. Os princípios para o posicionamento do filme e orientação do feixe de raios X são os mesmos para as projeções bite-wings horizontais.